# ستيفن ماجنوسون
ستيفن ماجنوسون (بالإنجليزية: Stephen Magnusson)‏ هو ملحن أسترالي، ولد في 13 فبراير 1969.

## وصلات خارجية
- ستيفن ماجنوسون على موقع IMDb (الإنجليزية)
- ستيفن ماجنوسون على موقع ميوزك برينز (الإنجليزية)
- ستيفن ماجنوسون على موقع ديسكوغز (الإنجليزية)